# Lew Pierowski

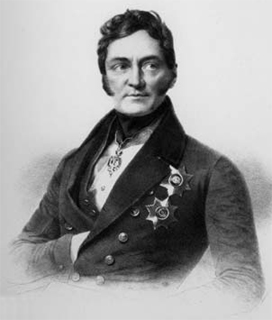
Lew Pierowski

Lew Aleksiejewicz Pierowski (ros. Лев Алексе́евич Перо́вский; ur. 9 września 1792, zm. 21 listopada 1856) – rosyjski arystokrata oraz mineralog, w latach 1841-1852 także minister spraw wewnętrznych pod carem Mikołajem I. Animator Rosyjskiego Towarzystwa Geograficznego (1845). Nazwiskiem Lwa Pierowskiego nazwano minerał perowskit.